# Nostra Signora Aparecida
Nostra Signora Aparecida o Nostra Signora della Concezione Aparecida (in portoghese: Nossa Senhora Aparecida o Nossa Senhora da Conceição Aparecida) è la patrona del Brasile. Il santuario si trova ad Aparecida, nello stato di San Paolo. La si festeggia il 12 ottobre.
La Basilica di Nostra Signora Aparecida è il più grande santuario mariano del mondo e, dopo quello di Guadalupe, è il più frequentato di tutta l'America Latina, con i suoi oltre sette milioni di visitatori ogni anno.

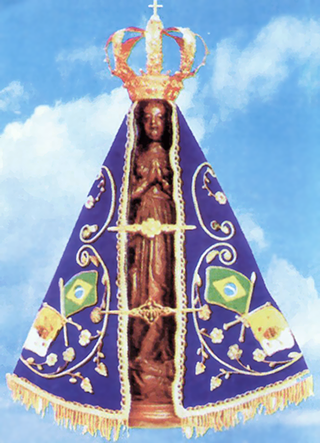
La statua di Nostra Signora Aparecida

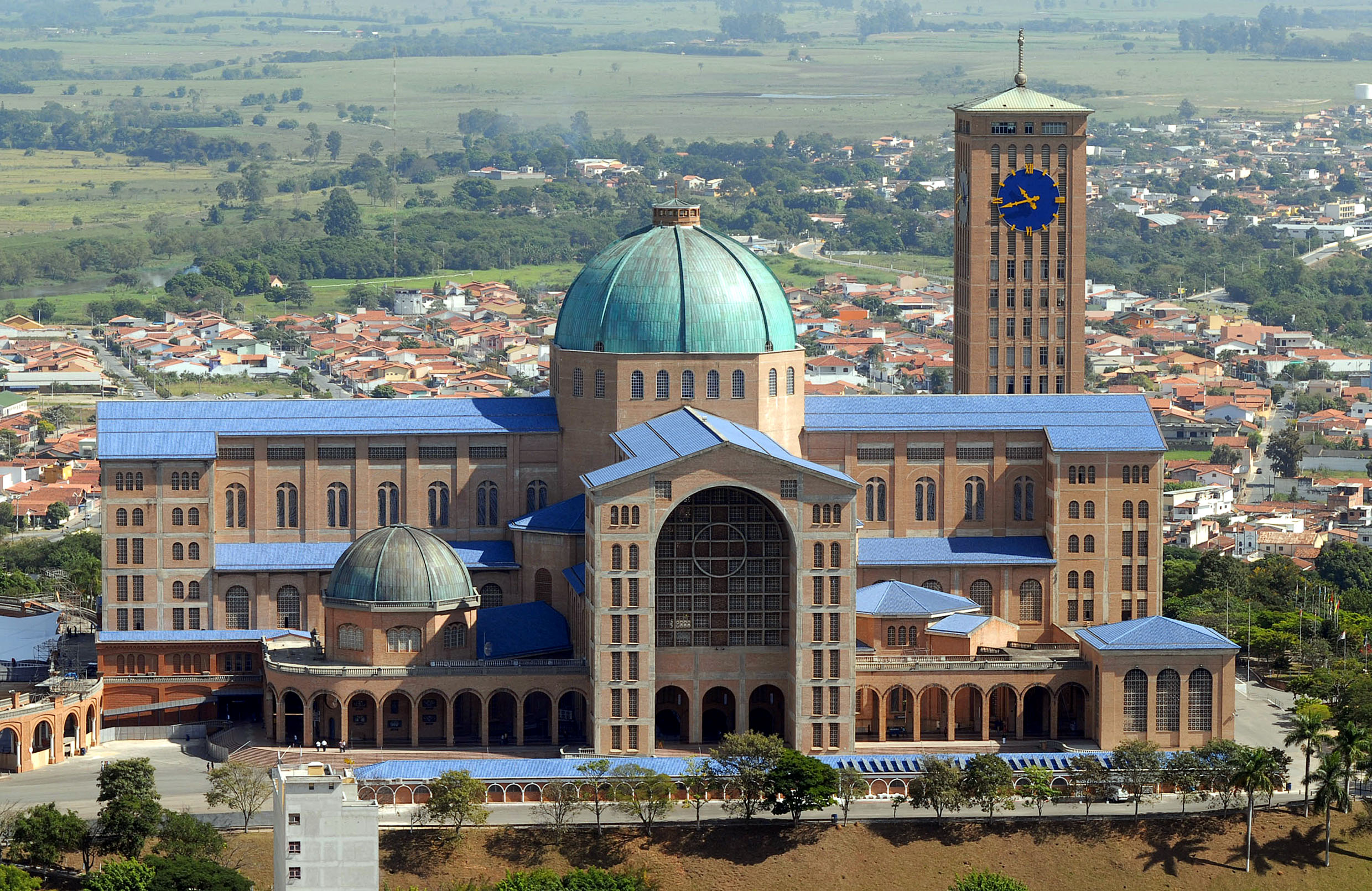
Santuario nazionale di Aparecida, presso San Paolo (Brasile)

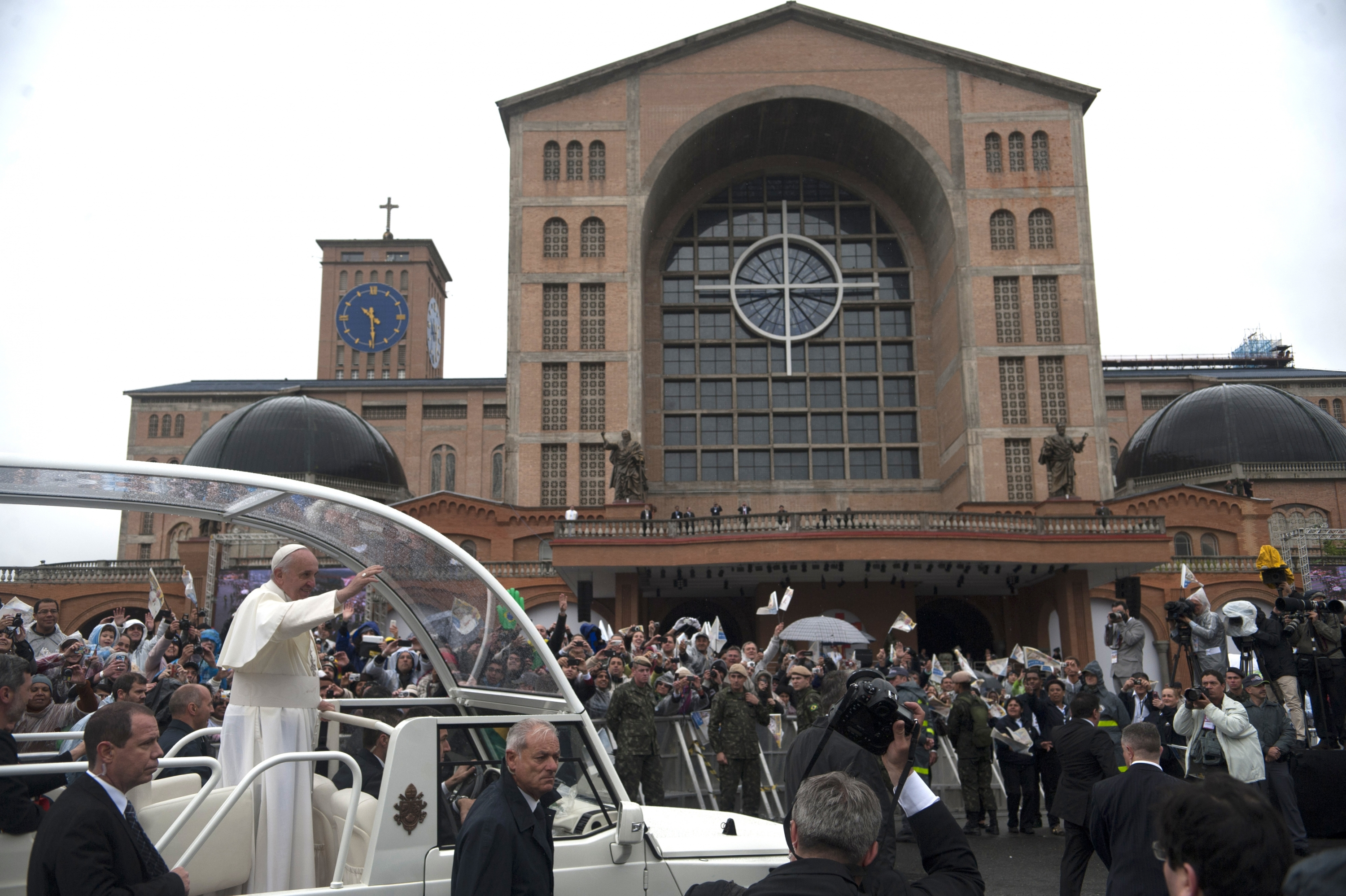
Papa Francesco al santuario nazionale di Aparecida nel 2013

## La storia
La storia di Nostra Signora Aparecida comincia nel 1717, quando si seppe che il conte di Assumar, don Pedro di Almeida e del Portogallo, governatore della Provincia di San Paolo e Minas Gerais, si sarebbe fermato nel villaggio di Guaratinguetá, durante il suo viaggio verso Vila Rica, l'odierna Ouro Preto.
Per questa occasione, alcuni pescatori furono incaricati di fornire il pesce per il banchetto da tenersi il giorno dopo, in occasione della visita del conte. Tre pescatori, Domingos Garcia, Filipe Pedroso e João Alves, andarono a pescare nel fiume Paraíba. Dopo alcuni tentativi infruttuosi, gettarono le reti in un'area chiamata Porto Itaguaçu. Secondo la tradizione, João Alves trovò nella sua rete una piccola statua di terracotta raffigurante la Madonna, priva però della testa. Gettò nuovamente la rete e questa volta vi trovò la testa della statua. In seguito i tre pescatori gettarono ancora le reti e queste si sarebbero riempite di pesci.
Per 15 anni la statua rimase nella casa di Filipe Pedroso, dove i vicini si riunivano per pregare il rosario. La devozione comincio a diffondersi: alcuni fedeli, che avevano pregato davanti alla statua, affermarono di aver ricevuto delle grazie. Il culto si diffuse in tutto il Brasile.
Pur non essendo stata ancora riconosciuta con un decreto dalla Chiesa cattolica, questa manifestazione mariana ha avuto numerosi riconoscimenti: nel 1834 comincia la costruzione di un grande santuario, benedetto l'8 dicembre 1888 dall'arcivescovo di San Paolo e trasformato in parrocchia nel 1893; l'8 ottobre 1904 "Nossa Senhora Aparecida" viene incoronata dal nunzio apostolico; il 29 aprile 1908 papa Pio X attribuisce al santuario il titolo di basilica minore; nel 1917 papa Benedetto XV accorda ai pellegrini un'indulgenza plenaria; il 26 luglio 1936 papa Pio XI dichiara Nostra Signora di Aparecida patrona principale del Brasile; il 4 luglio 1980 l'attuale basilica viene consacrata da papa Giovanni Paolo II.

## Pellegrinaggi
Tre papi si sono recati in pellegrinaggio al santuario di Nostra Signora di Aparecida: Giovanni Paolo II, nel luglio 1980, Benedetto XVI, il 12 e 13 maggio 2007, recando al santuario la Rosa d'Oro, e Francesco, il 24 luglio 2013.